# 마쓰시마섬

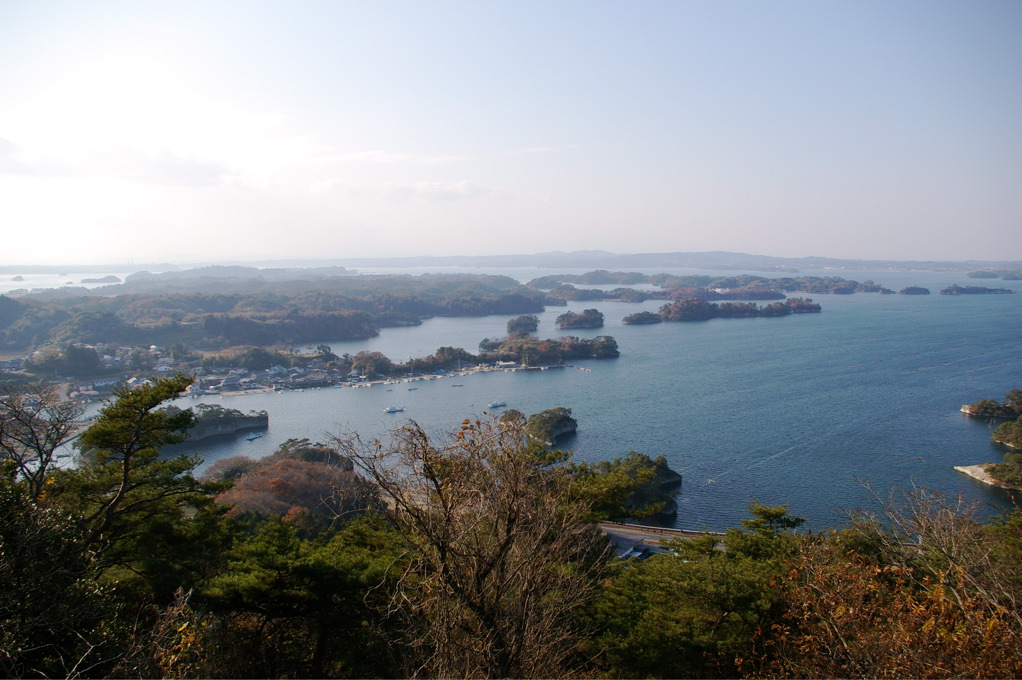
마쓰시마 섬의 4대 광경 중 하나인 장관

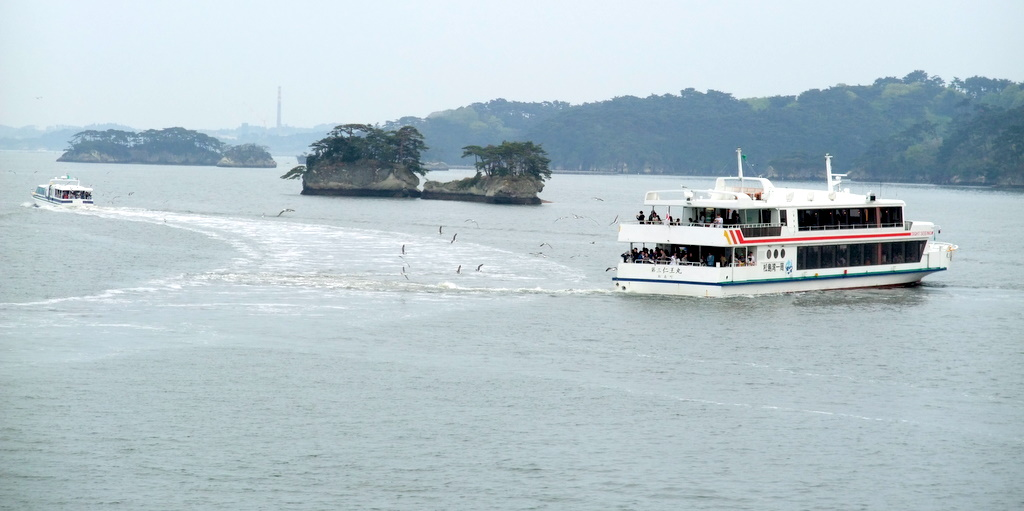
고다이도로부터의 경치

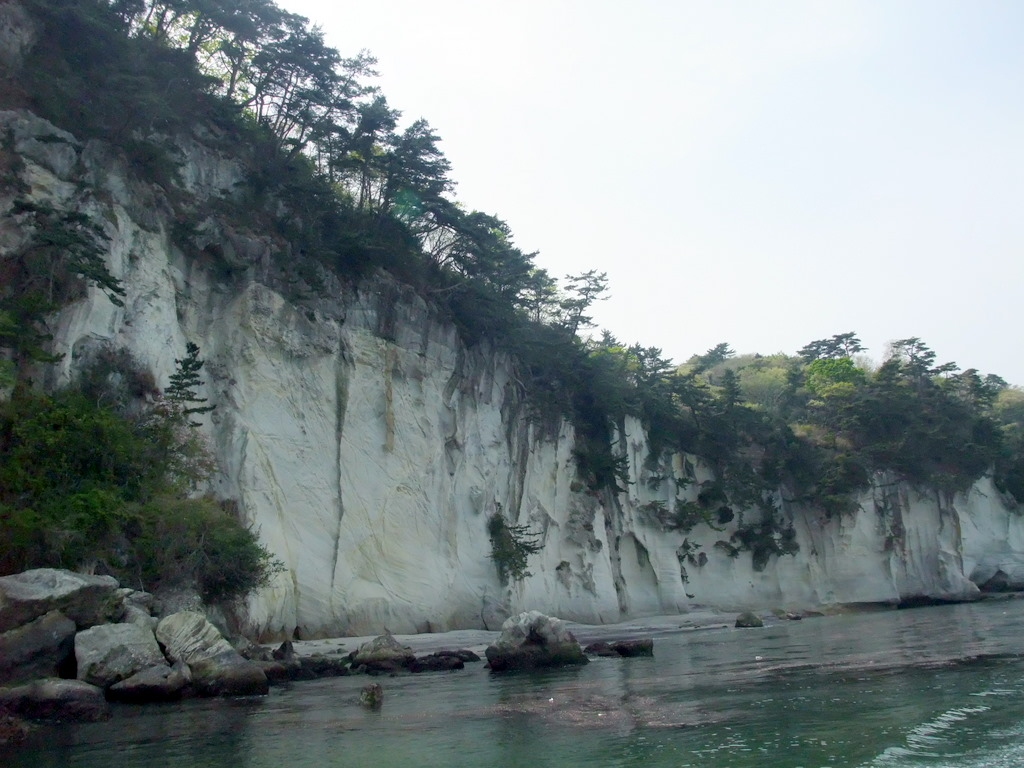
마쓰시마의 사가케이

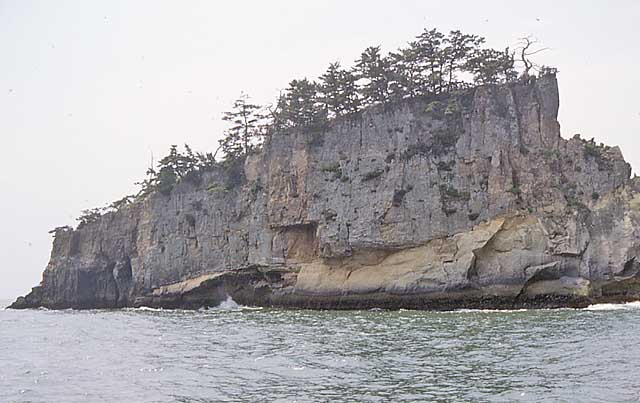
마쓰시마의 섬들 중 하나

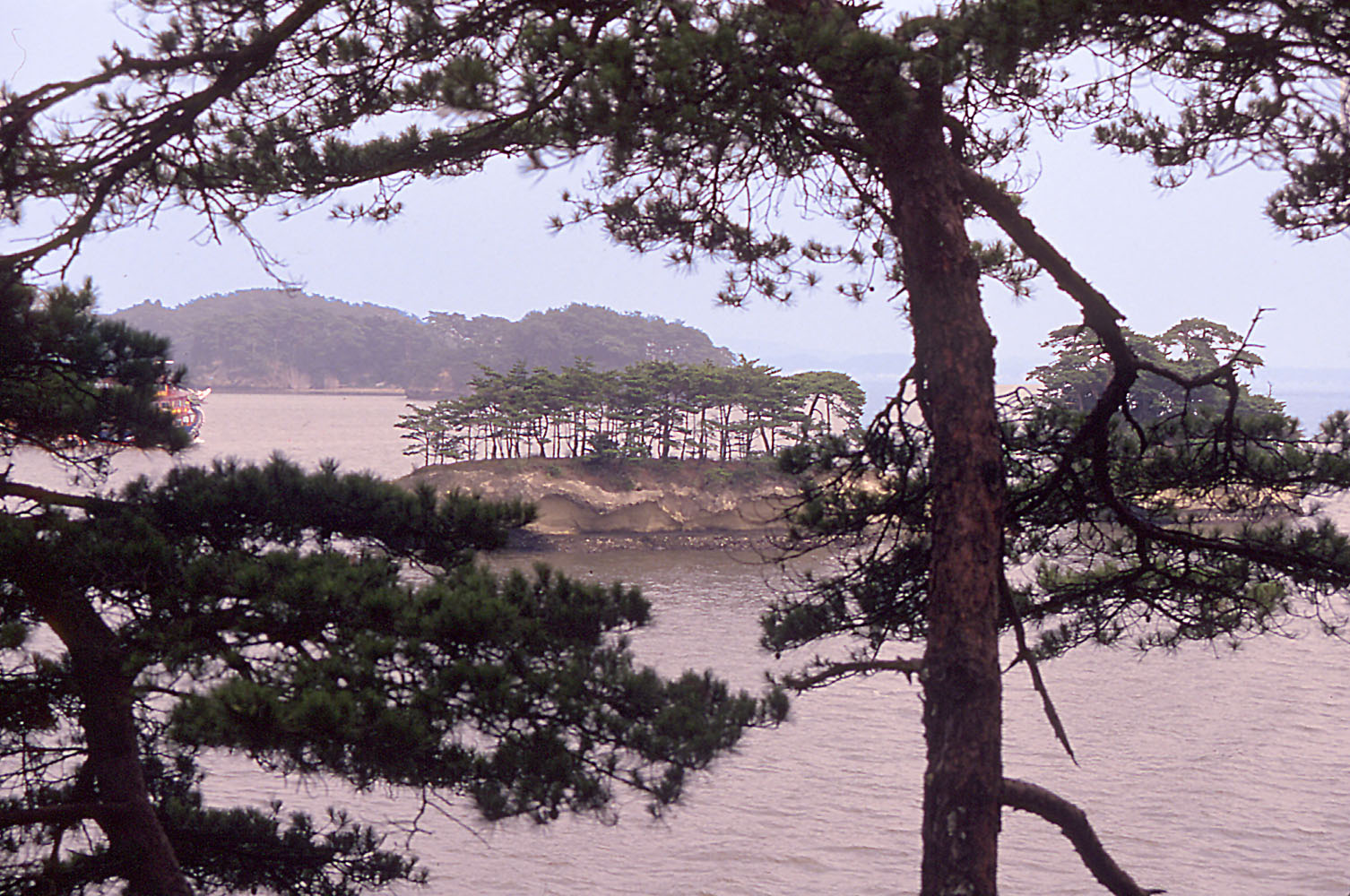
마쓰시마의 섬들 중 하나

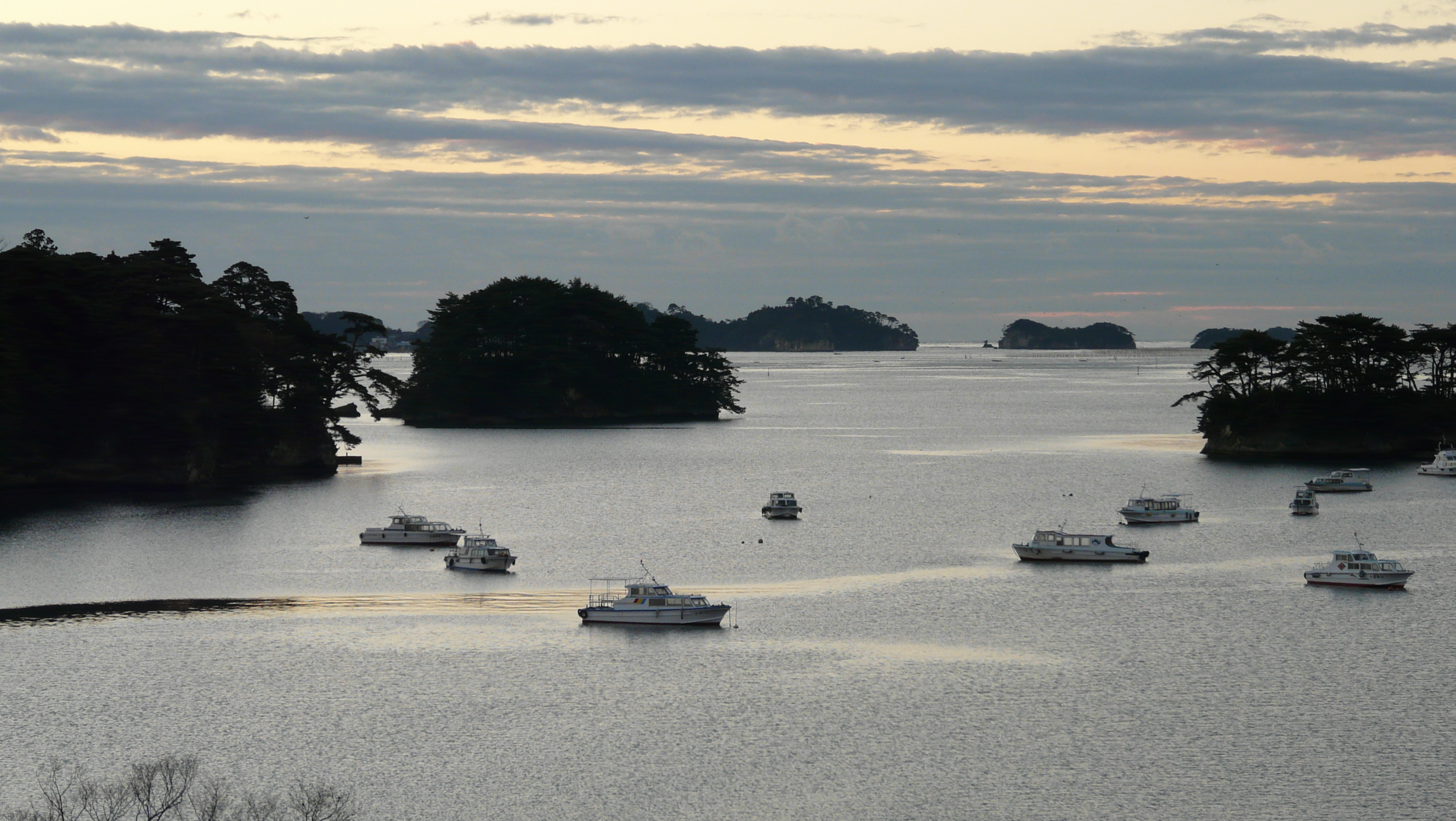
마쓰시마의 또다른 모습

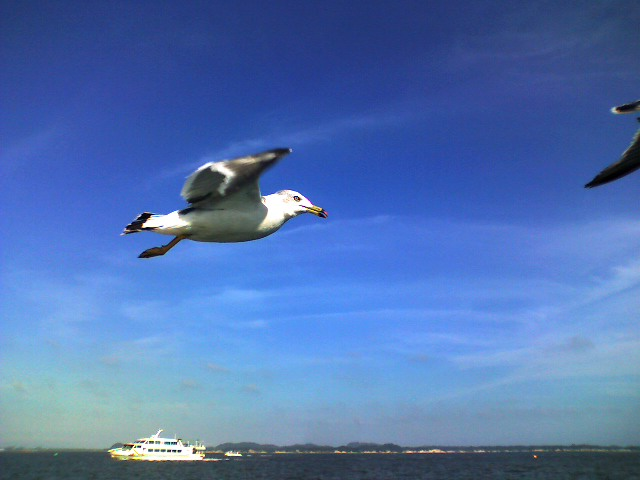
마쓰시마의 갈매기

마쓰시마섬(松島)은 미야기현의 군도이다. 소나무(마쓰)로 덮인 260개의 작은 섬(시마)들로 이루어져 이런 이름이 붙었다. 일본 3대 절경 중 하나이다.

## 볼거리
마쓰시마 섬에는 네 곳의 유명한 장소가 있는데 각각 장관(일본어: 壮観 소칸[*]), 여관(일본어: 麗観 레이칸[*]), 유관(일본어: 幽観 유칸[*]), 위관(일본어: 偉観 이칸[*])으로 불린다.

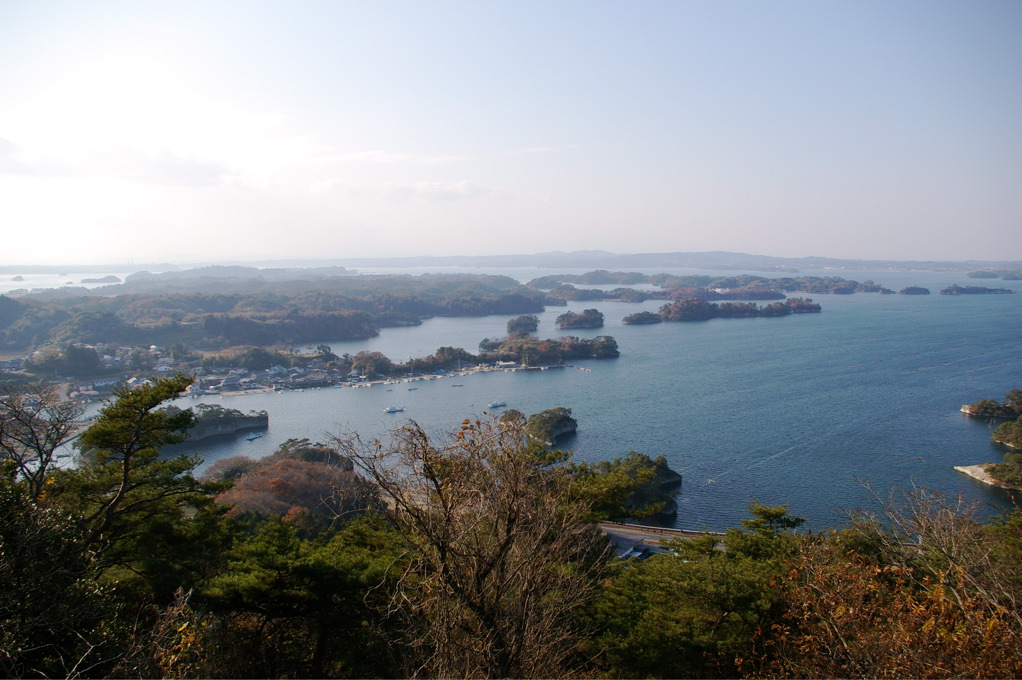
장관: 오타코모리의 경치
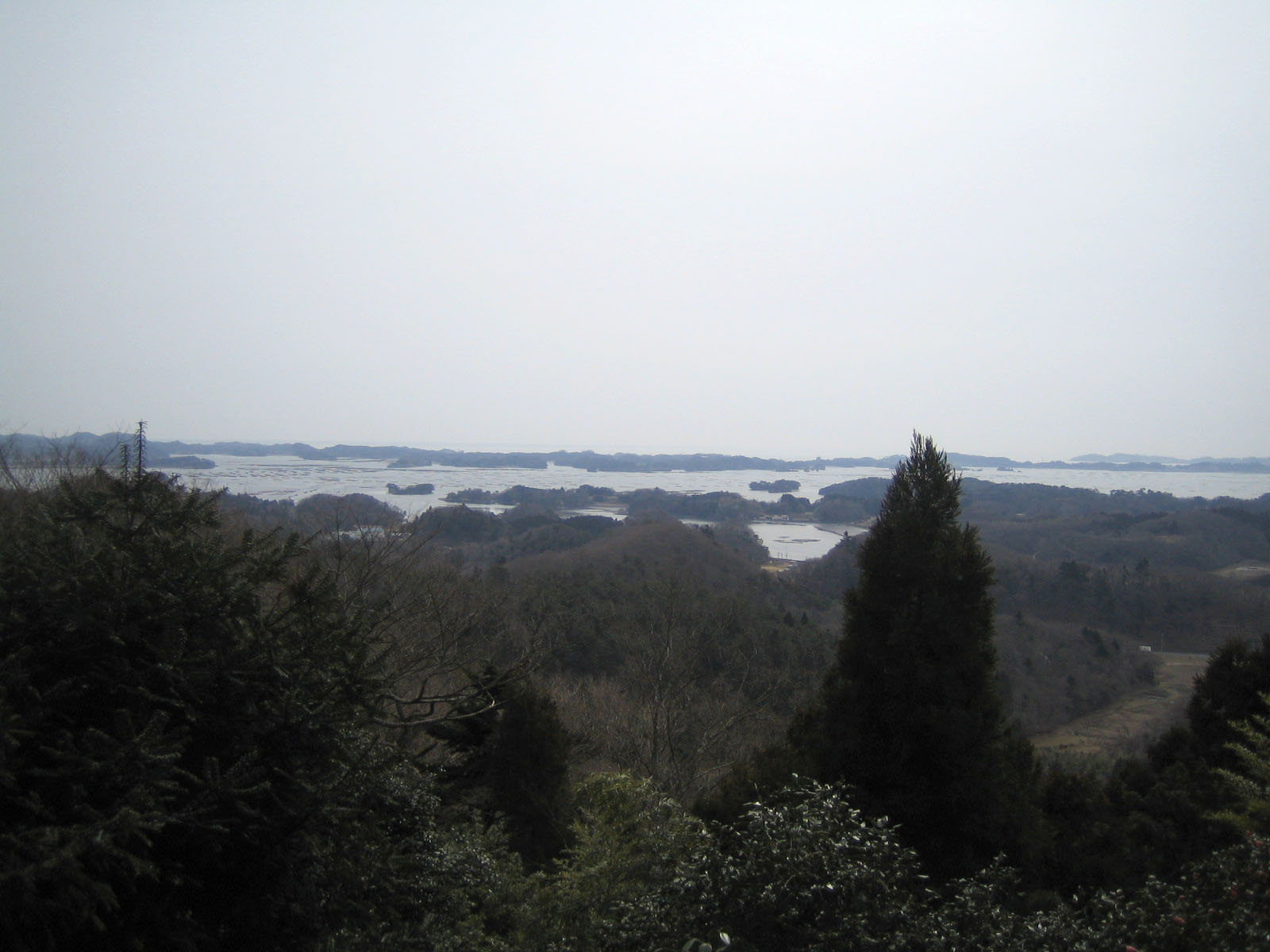
여관: 도요마의 경치
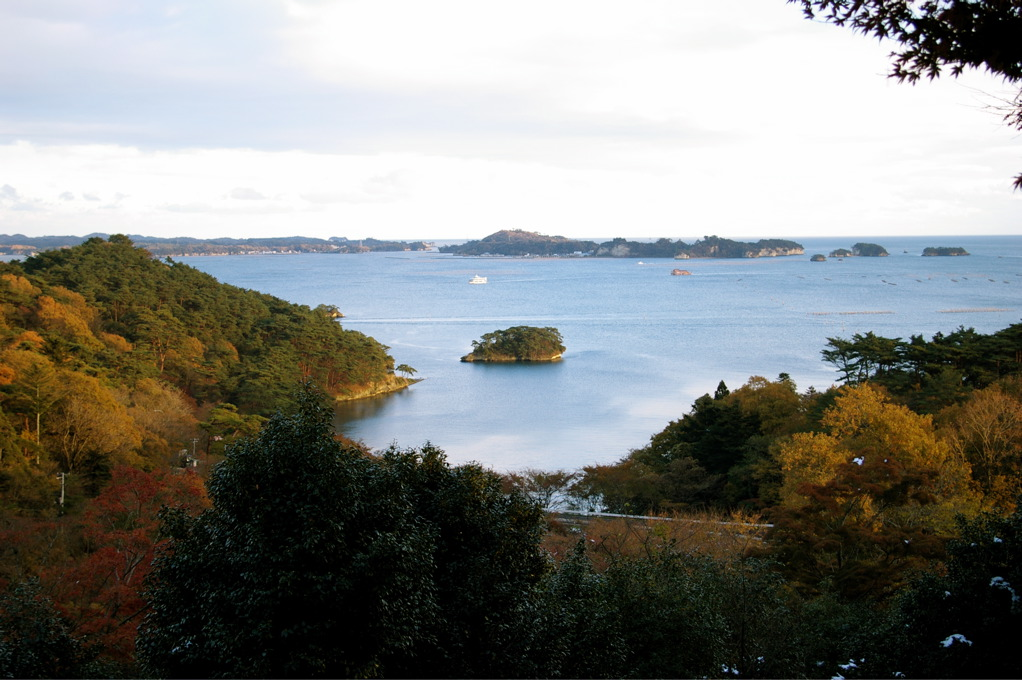
유관: 오기다니의 경치
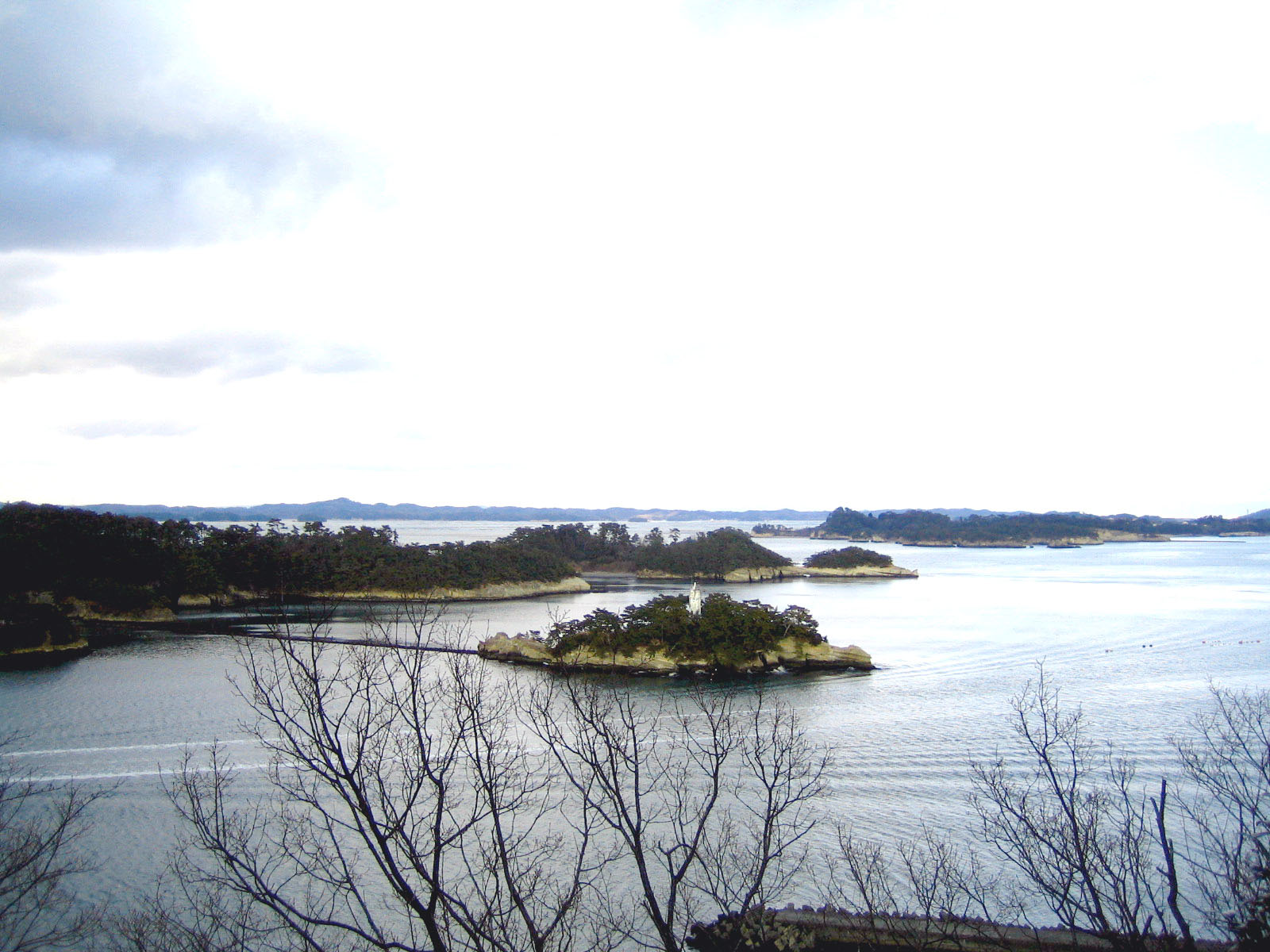
위관: 다몬산의 경치

## 크루즈
관광객들은 크루즈 선으로 섬들을 가까이 접근해 볼 수 있다.

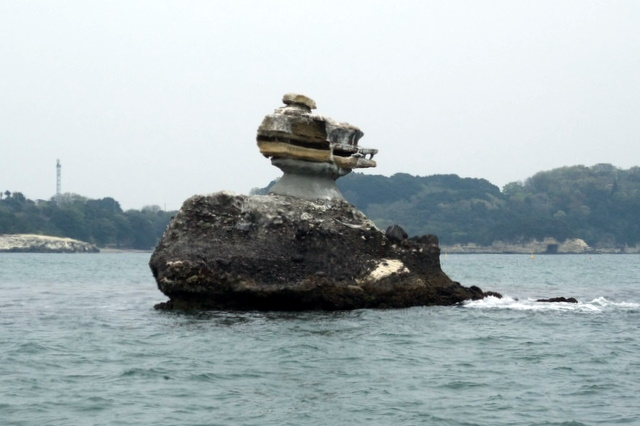
니오 섬
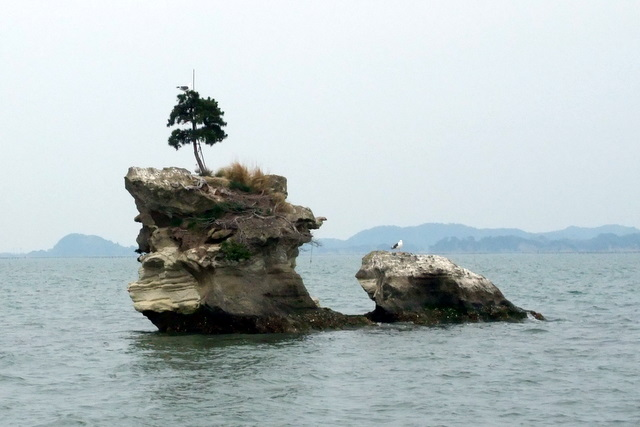
센간 섬
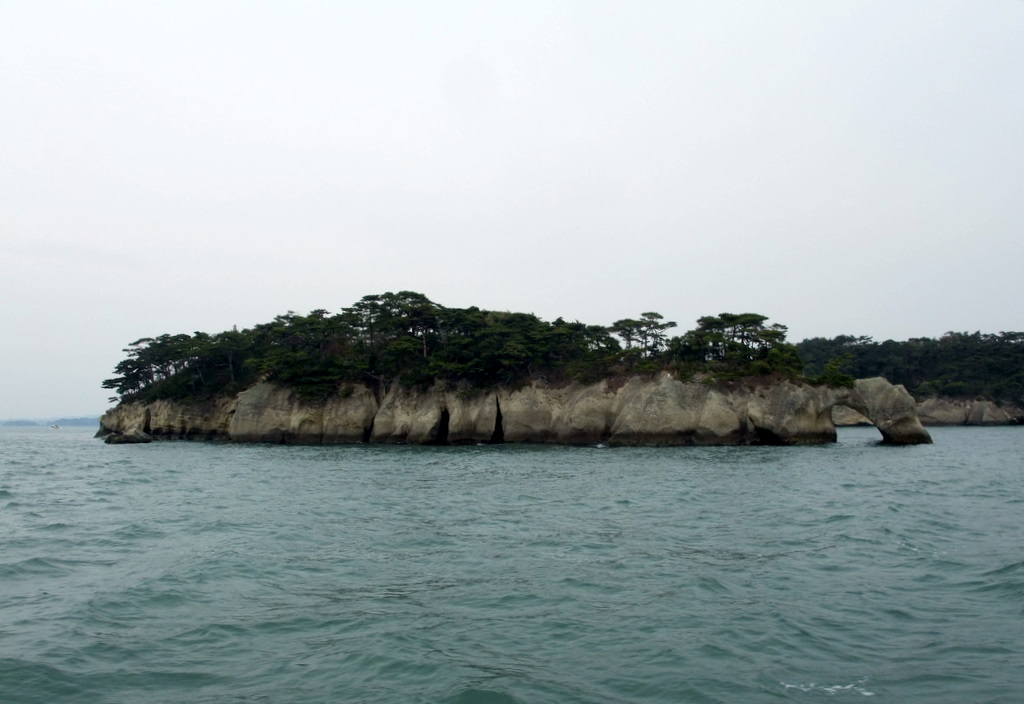
고모네 섬
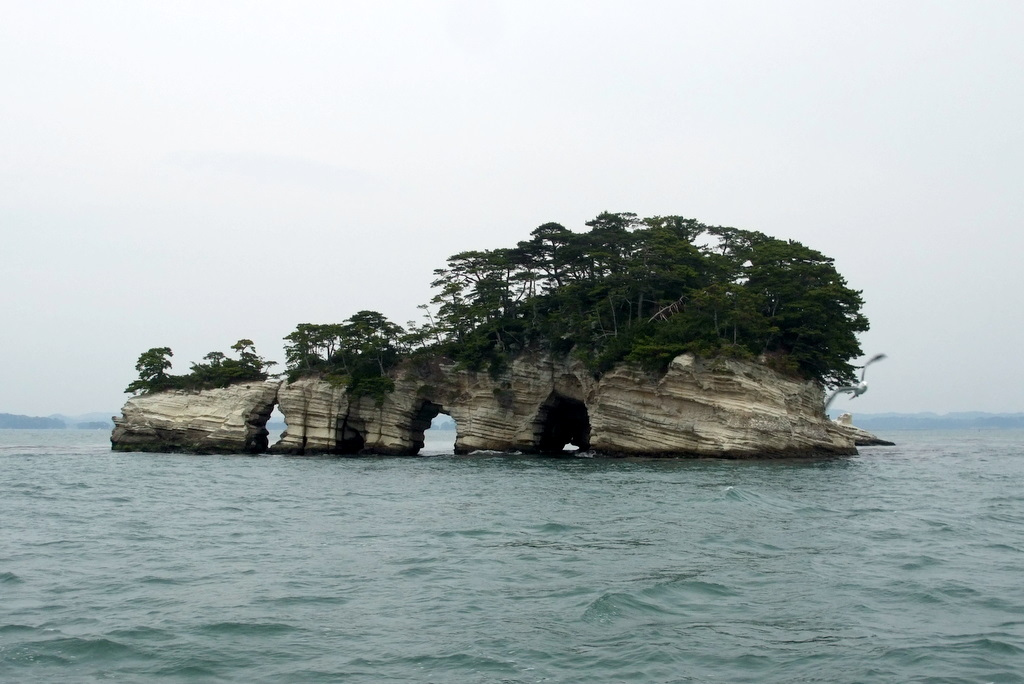
가네지마 섬
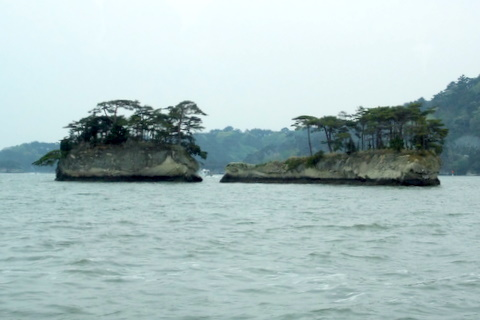
후타고 섬
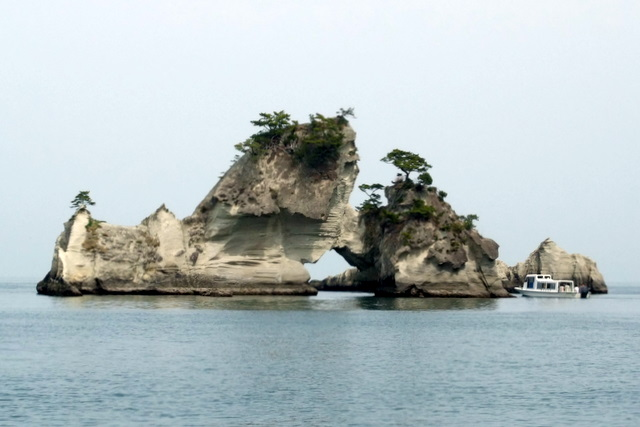
미사고 섬
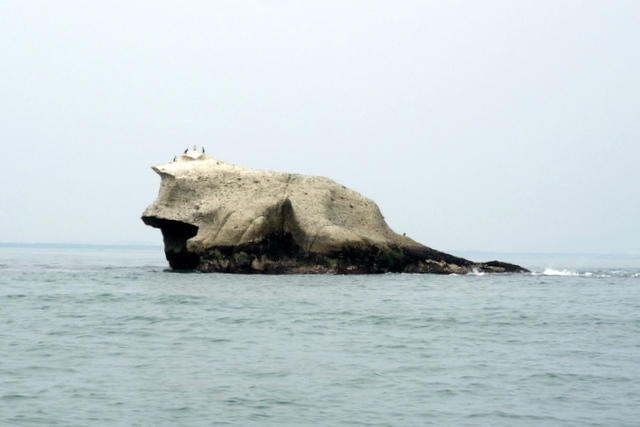
가에우루 섬
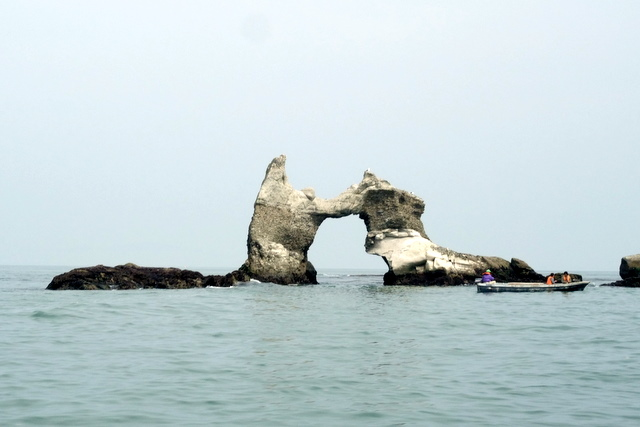
다카시마 섬

## 교통
마쓰시마정은 현도 센다이시로부터 약 30분의 짧은 거리에 있고 기차로 쉽게 접근이 가능하다. 마쓰시마 해안역은 주이간 사와 항구와 같은 관광지 주변에 있다. 마쓰시마 해안역은 센다이역으로부터 40분정도 소요되며 센세키라인으로 운영되며 열차는 간혹 최종 정착지가 마쯔시마 해안역보다 앞역인 경우 있으므로 주의할 필요가 있다. 마쓰시마 해안역 근처의 관광지중 후쿠우라지마섬은 5시경에 문을 닫는다. 도호쿠 본선의 마쓰시마역은 정의 반대편에 있다.